# 萨岭河

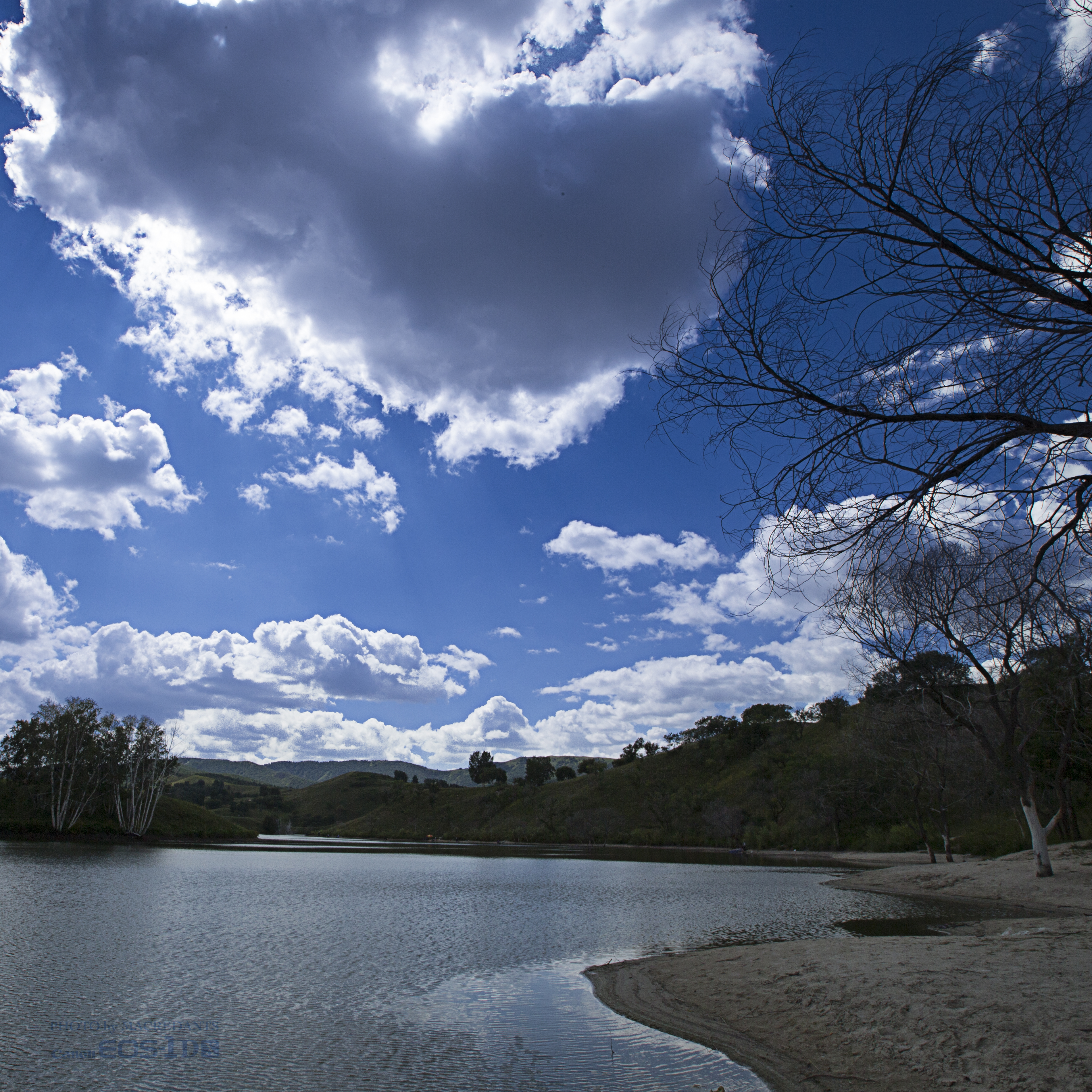
桦木沟水库（蛤蟆坝水库）风光。

萨岭河，又作萨仁河。位于中华人民共和国内蒙古自治区赤峰市克什克腾旗的一条河流，是西拉木伦河右岸支流，发源于乌兰布统苏木以东的面子山，蜿蜒向北流经乌兰布统生态文化旅游景区、桦木沟国家森林公园桦木沟水库（蛤蟆坝水库）、红山子乡天太永村、上湾子Ⅱ级和Ⅰ级电站等地，于浩来呼热苏木布敦山村以东的萨仁郭勒汇入西拉木伦河。河流全长76千米，流域面积1230.4平方千米，河道平均比降8.9‰，年均径流量0.846亿立方米。干流天太永以上，两岸多为高山，多成片森林；天太永以下，右岸为山地，左岸多沙丘，为浑善达克沙地东缘。萨岭河在长度上超过沙里漠河，有时被视作西拉木伦河的源头。